# アミノペプチダーゼS
アミノペプチダーゼS (Aminopeptidase S、EC 3.4.11.24) は、Mername-AA022 peptidase, SGAP, aminopeptidase (Streptomyces griseus), Streptomyces griseus aminopeptidase, S. griseus AP, double-zinc aminopeptidaseとも呼ばれる酵素である。以下の化学反応を触媒する。
大きな疎水N端末残基を選択的にN末端アミノ酸を遊離させる。
この酵素は、活性部位に2つの亜鉛分子を含み、Ca2+により活性化される。